# Tharman Shanmugaratnam

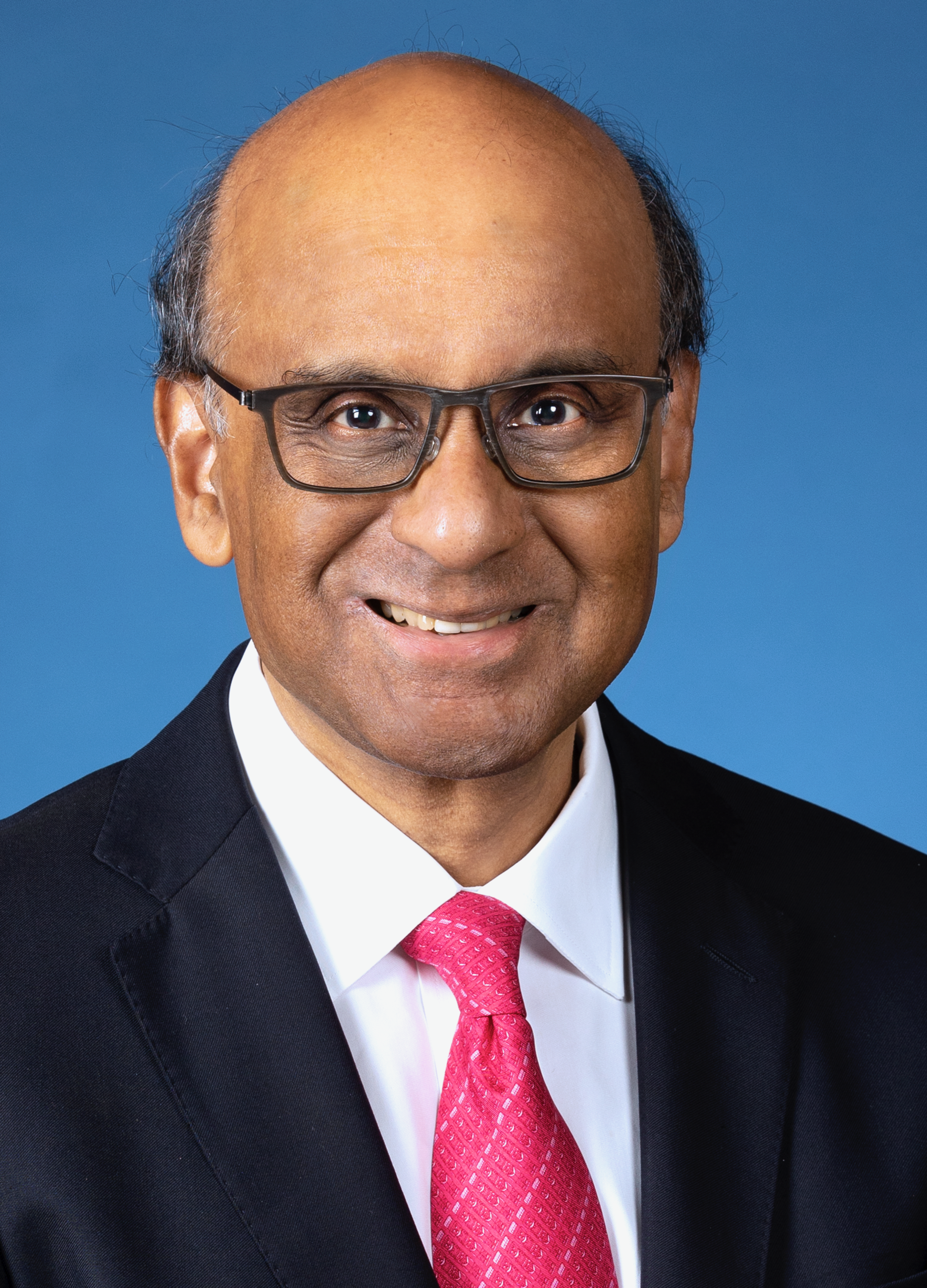
Tharman Shanmugaratnam (2023)

Tharman Shanmugaratnam (tamilisch தர்மன் சண்முகரத்தினம்; * 1957 in Singapur) ist ein singapurischer Politiker (People’s Action Party) und amtierender Präsident Singapurs.

## Karriere
Shanmugaratnam ist Absolvent des Wolfson College sowie der Harvard Kennedy School und war Mitglied der Studentenbewegung.
Seit 2003 bekleidete Shanmugaratnam unterschiedliche Ministerialposten in der singapurischen Regierung, teilweise gleichzeitig. 2003 bis 2008 sowie erneut 2011 bis 2012 war er Minister für Arbeitskräfte, ab 2007 Minister für Bildung und Finanzen. Ab 2011 war er Minister für Personalwesen sowie Vorsitzender der Währungsbehörde Singapurs und 2015 bis 2019 Koordinierungsminister für Wirtschafts- und Sozialpolitik. 2019 bis 2023 war er schließlich sogenannter Oberminister. Zwischen 2011 und 2019 fungierte er zudem als stellvertretender Ministerpräsident.
Anfang 2021 wurde Shanmugaratnam durch die G20 in das High Level Independent Panel (HLIP) zur Finanzierung globaler Gemeinschaftsaufgaben bei der Vorbereitung auf und die Bekämpfung von Pandemien an der Seite von Ngozi Okonjo-Iweala, Rebeca Grynspan und Lawrence Summers berufen.

### Staatspräsident
Am 8. Juni 2023 kündigte Shanmugaratnam seinen Rücktritt als Abgeordneter und von allen Ministerämtern an, um bei der Präsidentschaftswahl zu kandidieren. Ähnlich hatten sich Ong Teng Cheong und Halimah Yacob verhalten. Auch Tony Tam hatte sich 2006 aus der Politik zurückgezogen, bevor er am 1. September 2017 die Präsidentschaft übernahm. Wer sich in Singapur für das Amt des Präsidenten bewirbt, muss zuvor entweder einen hochrangigen Posten im Staatsdienst innegehabt oder ein Unternehmen geleitet haben. Tony Tan, Ong Teng Cheong und Tharman Shanmugaratnam waren vor ihrer Ernennung zum Präsidenten stellvertretende Ministerpräsidenten.
Am 26. Juli 2023 startete Shanmugaratnam seinen Präsidentschaftswahlkampf mit dem Slogan „Respect for All“. Am 7. August 2023 beantragte er beim singapurischen Wahlkomitee die erforderliche Wählbarkeitsbescheinigung, die er am 18. August erhielt. Die Wahl am 1. September 2023 gewann er mit 70,4 % der Stimmen, sein Hauptgegner Ng Kok Song, ehemaliger Investmentchef der GIC, erhielt 15,7 % der Stimmen. Zum ersten Mal seit mehr als zehn Jahren konnten die Menschen bei einer Präsidentschaftswahl wieder zwischen mehreren Kandidaten entscheiden. In Singapur besteht Wahlpflicht. Am 14. September 2023 war die Amtseinführung des neuen Staatspräsidenten.

## Privates
Shanmugaratnam ist mit Jane Yumiko Ittogi verheiratet, einer Anwältin chinesisch-japanischer Herkunft, mit der er vier Kinder (drei Söhne sowie eine Tochter) hat. Shanmugaratnam selbst entstammt einer tamilischstämmigen Familie.